# 高境庙
高境庙是上海歷史上的一個廟宇，位於現今上海交通大学附属中学校園內以及附近。該廟宇的名稱也一度成為廟宇周邊的地名。

## 歷史
高境庙原本是道教场所，1924年后成为道教、佛教信徒共同祭拜的庙宇。一二八事變期間，由於高境庙成為国民革命軍十九路军指揮部所在地，高境庙一带房屋毁坏殆尽。1937年淞滬會戰期間，由於与高境庙相邻的岭南大学上海岭南分校是國民革命軍的指挥部，日军襲擊岭南大学上海岭南分校，炮火波及高境庙。受此影響此時高境庙只剩断垣残壁。
中國抗日戰爭結束後，高境庙主持杨姓道士募资重建高境庙。1966年，高境庙被拆毁。1980年，由於當局要疏浚河道，原高境庙庙址部分湮没，剩餘部分划入上海交通大学附属中学。
高境廟被拆毀後，高境廟地名也開始不常用，不過高境庙仍然是原來廟址附近的一個巴士站的名稱。